# Умберто Бочони
Умберто Бочони (на италиански: Umberto Boccioni) е италиански художник футурист.

## Биография
Роден е на 19 октомври 1882 г. в Реджо ди Калабрия.
Умберто Бочони се изявява и като живописец, но далеч по-популярни са неговите скулптури. Именно с тях той се изявява като един от основателите на футуризма, един от стиловете в европейското изобразително изкуството, променили решително представите за изкуството през XX век. Бочони е пътувал много и е имал възможността да посети много музеи, почти влизайки в симбиоза с някои художници, които е наблюдавал, особено от други периоди като Микеланджело, но също и с Франческо Филипини, който ще го вдъхнови за изследване на Ломбардия пейзаж и работа в провинцията, според концепциите на филипинизма.
Умира на 16 август 1916 г. във Верона.

## Галерия
- Утрото, 1909
- Ломбардска провинция, 1910
- Състояния на ума III; Тези, които остават, 1911
- Модерният идол, 1911
- Улицата влиза в домовете, 1911
- Динамизмът на човешката глава, 1913
- Динамизмът на футболиста, 1913
- Развитие на бутилка в пространството, 1913
- Атаката на копиеносците, 1915

## За него
- Giovanni Lista, Futurisme: manifestes, documents, proclamations, L'Age d'Homme, coll. "Avant-gardes", Lausanne, 1973.
- Umberto Boccioni, Dynamisme plastique, textes réunis, annotés et préfacés par Giovanni Lista, traduction de Claude Minot et Giovanni Lista, L'Age d'Homme, coll. "Avant-gardes", Lausanne, 1975.
- Giovanni Lista, "De la chromogonie de Boccioni à l'art spatial de Fontana", in Ligeia, dossiers sur l'art, n° 77-78-79-80, juillet-décembre 2007, Paris.
- Giovanni Lista, Le Futurisme: création et avant-garde, Éditions L'Amateur, Paris, 2001.
- Danih Meo, Della memoria di Umberto Boccioni, Mimesis, Milano 2007.